# Inazuman
Inazuman (イナズマン) é um herói mutante que aparece no mangá, anime e tokusatsu de mesmo nome. Foi criado pelo mangaka Shotaro Ishinomori em 1973. Na televisão, foi astro de duas séries, Inazuman e Inazuman Flash, e em 2002 apareceu pela primeira vez em animação no especial Kikaider vs Inazuman.

## Enredo
Saburo Kazeda (風田サブロウ), ou simplesmente "Sabu" (サブ), é um jovem ESPER que possuí incríveis poderes psíquicos, foi abandonado quando ainda bebê na casa de um senhor peixeiro e sua mulher, que o adotaram como filho. 
Sabu cresceu sem saber que era, na verdade, um mutante, até o dia que recebe um chamado telepático de Lyon, integrante do Shonen Domei, grupo formado por jovens com poderes especiais. Acontece que Banba, uma entidade que se auto-proclamou rei dos mutantes, crê que o surgimento de paranormais entre os humanos seja o indício de uma seleção natural que visa a criação da Nova Ordem Humana (新人類 - Shin Jin Rui).
Sabu no inicio se mostra cético e relutante à ideia, até que descobre que seu próprio professor do colegial também é uma mutante à serviço de Banba e almeja assassiná-lo. Então, Sabu junta-se à Shonen Domei (Liga Jovem ou Liga da Juventude) e conhece o Comandante Sarra, que o ajuda a liberar seus poderes.
Primeiramente,ele se transforma no estado de pupa (Sanagiman), após concentrar uma certa quantidade de energia em seu cinto, ao lutar por um certo tempo, Sanagiman sofre outra transformação, fazendo com que renasça como Inazuman.

## Curiosidades
- Inazu e Sanagi são os termos japoneses para luz e crisálida
- A personagem Saburo Kazeda já havia aparecido antes em dois mangás de Shotaro Ishinomori: Shonen Domei e Mutant Sabu.
- No capítulo "Guitar Wo Motta Shonen", Sabu encara Jiro, alter-ego do andróide Kikaider, outro famoso herói de Shotaro Ishinomori.
- Na série de TV, Saburo Kazeda foi renomeado para Watari Goro, a fim de evitar confusão com o vilão Saburo/Hakaider.